# 超時空英雄傳說III 狂神降世
《超時空英雄傳說III 狂神降世》是宇峻科技製作的一款戰棋遊戲。這是該公司同系列作品——超時空英雄傳說系列的第四部作品。
本遊戲的舞台由之前的科隆多世界換成了另一個不知名世界，一塊名為法爾馬立克的大陸上。大陸南方的強國艾普洛王國與新興的雅曼共和國因為宗教問題而對立，進而引發兩國的衝突。兩國在經過了兩次的戰爭後，在教廷的調解下終於願意簽訂停戰密約。但是，在正式簽訂協議的那一天，會場被不明人士闖入，並將除了雅曼共和國以外的使者全數殺害。由於各國一口咬定這場血腥的殺戮乃雅曼共和國一手導演，和會當場宣告破裂，雅曼共和國使者立即成為各國追緝的對象。而被雇用負責護送雅曼共和國使者的傭兵團「血獅鷲兵團」也因此被捲入了這場戰亂中……
遊戲是採用雙主線多分支模式。玩家在遊戲中將扮演「血獅鷲兵團」的團長克荷林，帶領著血獅鷲兵團在這場錯綜複雜的紛爭中生存，並逐步的深入了解這一切事情的根源，以及引發一切的罪魁禍首。
本作使用了不同於前作，全新開發的遊戲引擎，並且向玩家徵收遊戲原著劇本，更改變了以往的轉職系統，因而讓本作成為了一部全新的作品。在遊戲推出約半年後，宇峻科技開放了遊戲的威力加強版讓玩家免費下載，內容包括新增支線劇情和新角色，以及讓玩家挑戰難度的隱藏關卡。

## 外部連結
- 官方网站